# Lemaire-Insel
Die Lemaire-Insel (französisch Île Lemaire) ist eine Insel vor der Danco-Küste des Grahamlands auf der Antarktischen Halbinsel. Sie liegt 1,1 km westlich des Waterboat Point.
Teilnehmer der Belgica-Expedition (1897–1899) unter der Leitung des belgischen Polarforschers Adrien de Gerlache de Gomery entdeckten sie. De Gerlache benannte die Insel nach Charles François Alexandre Lemaire (1863–1925), belgischer Afrikaforscher und Distrikt-Kommissar in Belgisch-Kongo, welcher der Expedition bei der Vorbereitung half.